# Horario de verano de Uruguay
Históricamente el horario de verano en Uruguay fue un recurso utilizado durante varios períodos del siglo XX y principios del siglo XXI principalmente como medio para ahorrar energía, ya fuera por el costo del consumo de combustible o por sequías que reducían a niveles críticos el agua de los embalses repercutiendo en la generación hidroeléctrica de energía. También se utilizó como medio de coordinación horaria y turística con los países de la región.
En el año 2015 el gobierno de turno decidió cesar definitivamente el uso del horario de verano, por lo cual la hora legal del país permanece desde entonces en la zona horaria UTC-03:00 durante todo el año.

## Histórico de horarios de verano
| Diferencia horaria frente a la hora estándar | Inicio     | Final      | Motivo |
| -------------------------------------------- | ---------- | ---------- | --- |
| +30 minutos (UTC-02:30)                      | 14/12/1942 | 13/03/1943 | Ahorro de combustible. Adelanta: Decreto del MDN N° 1866. Retrasa: Decreto del MDN N° 2130.                                                                           |
| +60 minutos (UTC-02:00)                      | 04/04/1965 | 26/09/1965 | Ahorro energético. Adelanta: Decreto N° 123/965. Retrasa: Decreto N° 420/965.                                                                                         |
| +30 minutos (UTC-02:30)                      | 27/05/1968 | 01/11/1968 | Ahorro energético. Adelanta: Decreto N° 321/968. Retrasa: Decreto N° 711/968.                                                                                         |
| +60 minutos (UTC-02:00)                      | 25/04/1970 | 14/06/1970 | Ahorro energético. Adelanta: Decreto N° 188/970. Retrasa: Decreto N° 270/970.                                                                                         |
| +60 minutos (UTC-02:00)                      | 23/04/1972 | 16/07/1972 | Ahorro energético. Adelanta: Decreto N° 296/972. Retrasa: Decreto N° 498/972.                                                                                         |
| +90 minutos (UTC-01:30)                      | 13/01/1974 | 10/03/1974 | Ahorro energético. Adelanta: Decreto N° 29/974. Retrasa parcialmente: Decreto N° 163/974.                                                                             |
| +30 minutos (UTC-02:30)                      | 10/03/1974 | 01/09/1974 | Ahorro energético. Se disminuyó en 60 minutos el adelantamiento horario anterior. Dispuesto por: Decreto N° 163/974. Retorna al horario estándar: Decreto N° 679/974. |
| +60 minutos (UTC-02:00)                      | 22/12/1974 | 30/03/1975 | Fomento del turismo. Adelanta: Decreto N° 1015/974. Retrasa: Decreto N° 239/975.                                                                                      |
| +60 minutos (UTC-02:00)                      | 19/12/1976 | 06/03/1977 | Fomento del turismo. Adelanta: Decreto N° 777/976. Retrasa: Decreto N° 112/977.                                                                                       |
| +60 minutos (UTC-02:00)                      | 04/12/1977 | 05/03/1978 | Fomento del turismo. Adelanta: Decreto N° 664/977. Retrasa: Decreto N° 108/978.                                                                                       |
| +60 minutos (UTC-02:00)                      | 17/12/1978 | 04/03/1979 | Fomento del turismo. Adelanta: Decreto N° 670/978. Retrasa: Decreto N° 107/979.                                                                                       |
| +60 minutos (UTC-02:00)                      | 29/04/1979 | 16/03/1980 | Ahorro energético. Adelanta: Decreto N° 223/979. Retrasa: Decreto N° 110/980.                                                                                         |
| +60 minutos (UTC-02:00)                      | 14/12/1987 | 28/02/1988 | Fomento del turismo. Adelanta: Decreto N° 725/987. Retrasa: Decreto N° 191/988.                                                                                       |
| +60 minutos (UTC-02:00)                      | 11/12/1988 | 05/03/1989 | Ahorro energético, fomento del turismo, coordinación horaria regional. Adelanta: Decreto N° 822/988. Retrasa: Decreto N° 97/989.                                      |
| +60 minutos (UTC-02:00)                      | 29/10/1989 | 25/02/1990 | Ahorro energético, fomento del turismo, coordinación horaria regional. Adelanta: Decreto N° 489/989. Retrasa: Decreto N° 77/990.                                      |
| +60 minutos (UTC-02:00)                      | 21/10/1990 | 03/03/1991 | Ahorro energético, fomento del turismo, coordinación horaria regional. Adelanta: Decreto N° 477/990. Retrasa: Decreto N° 96/991.                                      |
| +60 minutos (UTC-02:00)                      | 27/10/1991 | 01/03/1992 | Ahorro energético, fomento del turismo, coordinación horaria regional. Adelanta: Decreto N° 544/991. Retrasa: Decreto N° 70/992.                                      |
| +60 minutos (UTC-02:00)                      | 18/10/1992 | 28/02/1993 | Fomento del turismo, integración comercial regional. Adelanta y retrasa: Decreto N° 503/992.                                                                          |
| +60 minutos (UTC-02:00)                      | 19/09/2004 | 27/03/2005 | Ahorro energético. Adelanta y retrasa: Decreto N° 328/004 modificado por el Decreto N° 107/005.                                                                       |
| +60 minutos (UTC-02:00)                      | 09/10/2005 | 12/03/2006 | Ahorro energético. Adelanta y retrasa: Decreto N° 318/005. |
| +60 minutos (UTC-02:00)                      | 01/10/2006 | 11/03/2007 | Ahorro energético. Adelanta y retrasa: Decreto N° 311/006. |
| +60 minutos (UTC-02:00)                      | 07/10/2007 | 16/03/2008 | Ahorro energético. Adelanta y retrasa: Decreto N° 311/006. |
| +60 minutos (UTC-02:00)                      | 05/10/2008 | 15/03/2009 | Ahorro energético. Adelanta y retrasa: Decreto N° 311/006. |
| +60 minutos (UTC-02:00)                      | 04/10/2009 | 14/03/2010 | Ahorro energético. Adelanta y retrasa: Decreto N° 311/006. |
| +60 minutos (UTC-02:00)                      | 03/10/2010 | 13/03/2011 | Ahorro energético. Adelanta y retrasa: Decreto N° 311/006. |
| +60 minutos (UTC-02:00)                      | 02/10/2011 | 11/03/2012 | Ahorro energético. Adelanta y retrasa: Decreto N° 311/006. |
| +60 minutos (UTC-02:00)                      | 07/10/2012 | 10/03/2013 | Ahorro energético. Adelanta y retrasa: Decreto N° 311/006. |
| +60 minutos (UTC-02:00)                      | 06/10/2013 | 09/03/2014 | Ahorro energético. Adelanta y retrasa: Decreto N° 311/006. |
| +60 minutos (UTC-02:00)                      | 05/10/2014 | 08/03/2015 | Ahorro energético. Adelanta y retrasa: Decreto N° 311/006. |

Notas
1. 1 2 3 4 5  Este cambio de horario no ocurrió en el verano.

## Eliminación del cambio de horario
Durante el segundo gobierno del presidente Tabaré Vázquez, el Consejo de Ministros resolvió terminar con el cambio de horario de verano, derogando el Decreto N° 311/006 que lo venía a establecer periódicamente en la temporada estival de cada año, tras reclamos de la Cámara Uruguaya de Turismo para que no se realizara, pues la medida causaba mayor perjuicio al sector turístico que los beneficios que dejaba, principalmente en la disponibilidad de energía. Además, con la generación e implementación de nuevas fuentes energéticas renovables durante los dos primeros gobiernos del Frente Amplio, la matriz energética mejoró considerablemente, lo cual hizo salir al país de la crisis energética en la que se sumía desde hace décadas y hacía innecesario el cambio de horario, históricamente justificado mayormente en la necesidad del ahorro energético.